# Hernyótalpas szállítójármű (Cape Canaveral)

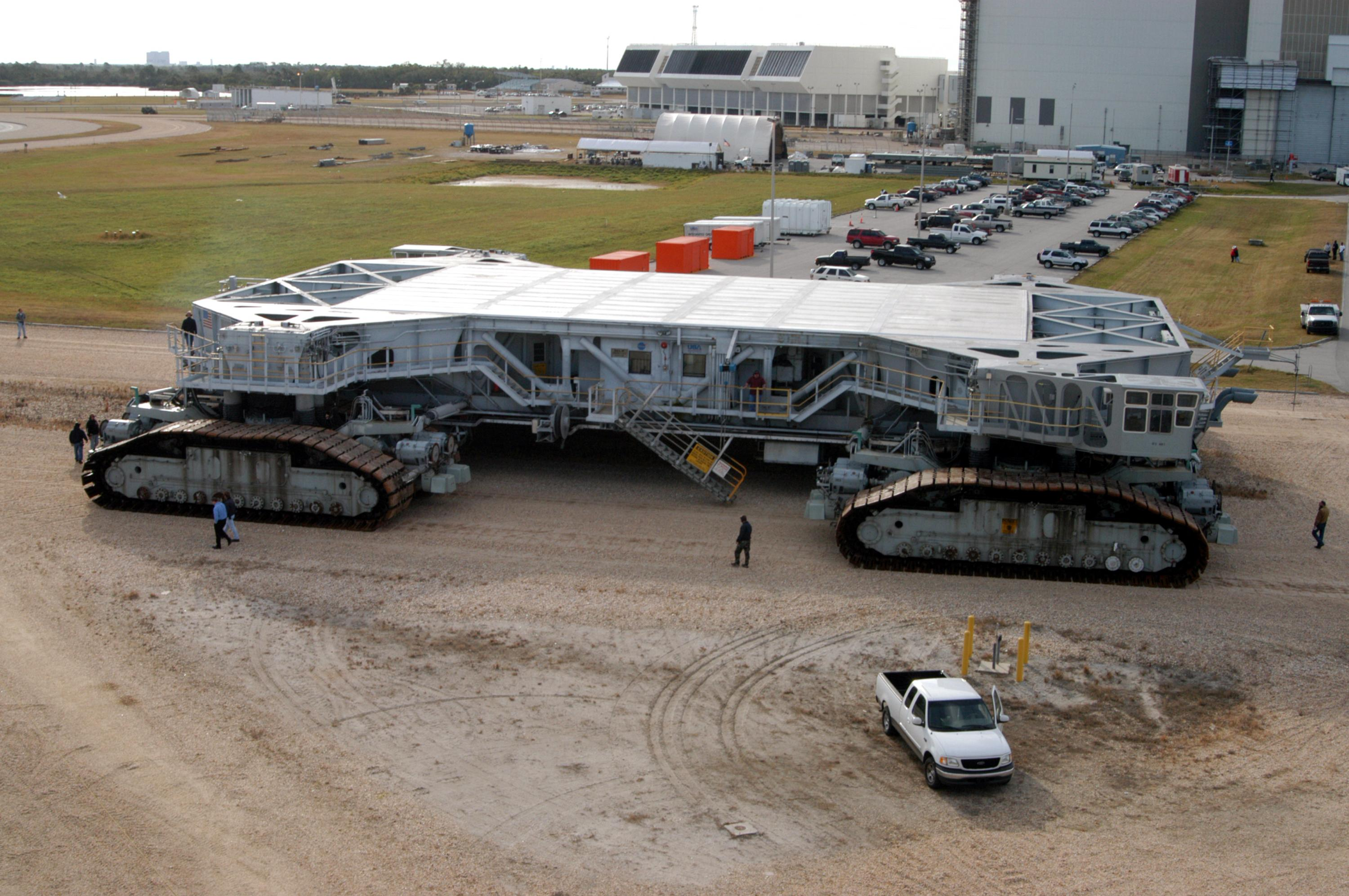
A hernyótalpas szállítójármű a VAB-csarnok mellett egy 2004-es nagyjavítás után

A hernyótalpas szállítójármű a NASA speciális eszköze, amelyet a készre szerelt űrjárműveknek a szerelőcsarnok és az indítóállás közötti szállítására használnak a John F. Kennedy Űrközpontban, Cape Canaveralen. A járműből összesen két példány épült 1964-65-ben a gyártó Marion Power Shovel Companynál az Apollo-program kiszolgálására, ezekkel az eszközökkel kívánták megoldani a Saturn IB és Saturn V rakéták eljuttatását a VAB-csarnokból az LC–34 és LC–39 jelű indítóállásokba. Később az űrrepülőgépek földi szállítására is ezt a típust használta a NASA, így a mai napig szolgálatban áll.
A szállítóeszköz a felhasználási területe mellett különleges méreteivel és teljesítményével tűnik ki: máig ez a világ legnagyobb önjáró járműve, míg hosszú ideig ez számított a legnagyobb lánctalpas járműnek is. A hernyótalpas szállítójármű egy rendszer része volt, amelyet a holdra szálláshoz szükséges hatalmas rakéta függőleges összeszerelése és szállítása iránt jelentkező igény hozott létre és amely megteremtette a lehetőséget a Hold űrhajósok általi meghódítására.

## Története

### A koncepció
A Hold elérése különleges eszközrendszert igényelt, elsősorban a feladat végrehajtására képes eszközök túlzott méretei miatt. Az az Apollo-program kezdetétől fogva világos volt, hogy egy óriási rakétára van szükség, amelyet egyrészt nem lehet az indítóálláson összeszerelni, másrészt egy esetleges, az addigi hordozóeszközökhöz képest sokkal nagyobb rombolóerővel fenyegető robbanásos baleset miatt az indítóállását is több kilométerre távol kell vinni minden más létesítménytől. Ezek az alapelvek megteremtették az igényt egy szállítóeszköz iránt, ami az összeszerelő-hely és az indítóállás között képes mozgatni a majdani rakétát. Az első dilemma az volt, hogy közúti, vasúti, vagy vízi eszköz legyen: azaz egy sínpárt építsenek ki, egy csatornát ássanak, vagy pedig utat fektessenek le a rakéta mozgatásához. A vízi szállítás költségoldalról megvalósíthatónak látszott, de a szállítóbárka stabilizálásával, vagy az indítóállásbeli elhelyezése megoldhatatlannak tűnő műszaki problémákat vetett fel. A vasúti szállítás pedig túl drágának tűnt: méterenként 3000 dollárra kalkulálták a csak sínek kiépítését (ezt a megoldást rendkívüli módon drágította volna, hogy a „rakomány” óriási tömege miatt négy sínszál kellett a hagyományos kettő helyett), és még a megfelelő vasúti jármű építése még ezen felül terhelte volna a költségvetést. Végül a „közúti szállítás” lett a befutó, amelyet elfogadható költségkeretek közöttinek kalkuláltak a tervezők, ráadásul egy bányagépeket gyártó cégnél – a Bucyrus-Erie Company-nél – rendelkezésre is állt egy lánctalpas jármű, amely prototípusként szolgálhatott a leendő rakéta-szállítónak, amivel a tervezésre fordítandó időn lehetett rendkívül sokat spórolni.
Még folyt a kiválasztási folyamat, amikor a legesélyesebbnek tűnő közúti szállításmódban alapvető szerkezeti változást határoztak el a projekt felelősei: nem az egész indítóállvány lesz önjáró, hanem szétválasztják azt egy platform/torony komplexumra és az azt mozgatni képes szállítóeszközre. Így született meg a végleges koncepció, amely önálló részegységgé tette a hernyótalpas szállítójárművet. Erre a dizájnbeli változtatásra azért volt szükség, mert a tervezett öt darab önjáró indítóállvány költségei túl magasra rúgtak volna és ezzel a változtatással lehetővé vált, hogy a rendszer legköltségesebb részegységéből kevesebbet (az eredeti tervek szerint az öttel szemben csak kettőt) állítsanak szolgálatba.
1962. június 12-e és 13-a között egy NASA konferencián az Apollo-program illetékesei bejelentették, hogy a hernyótalpas járművet választották a rakéta szállítására. A jármű tervezését a Bucyrus International, míg a kivitelezést annak konkurense a Marion Power Shovel végezte el a NASA megbízása alapján, nem mindennapi fordulatok után. A NASA először a Bucyrust akarta megbízni az építéssel – némileg érthető módon, mivel a gép mintapéldányát ennél a cégnél ismerték meg –, ám a bányagép gyártó cég fő konkurense, a Marion Power Shovel megtámadta a döntést, mivel nem nyílt tenderen hirdették meg a gép beszerzését. Hamarjában lefolytatták a „közbeszerzési” eljárást, amelynek a Marion lett a nyertese az alacsonyabb kínálati ára miatt. Ez ellen azonban egy wisconsini szenátor emelt szót (csalást sejtve az ajánlat mögött, miszerint a Marion szándékosan alacsony árat adott meg, amellyel kiütötte a nyeregből a szenátor protezsálta wisconsini Bucyrust, ám később nyilván emelni fogja az árat). Végül mindkét cég kapott egy szeletet az üzletből, egyik tervezőként, a másik gyártóként.

### Apollo-éra

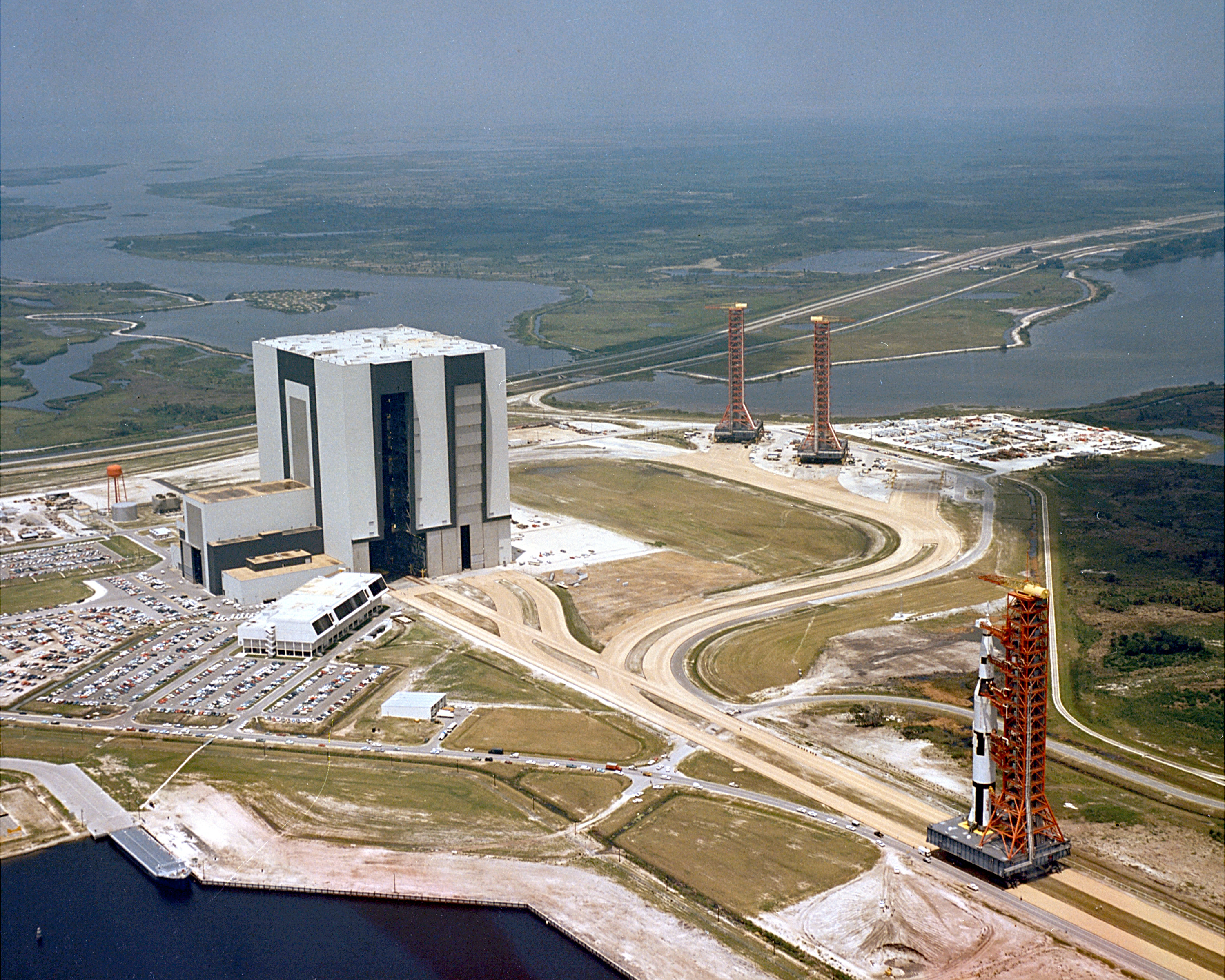
Az első teljes teszt, amelyben a Hernyótalpas szállítójármű tökéletesen teljesített

A gyártásra 1964-65 között került sor, az első példányt 1965 januárjában szállította le a gyártó Cape Canaveralre. Ezt követően tesztsorozat indult, amellyel felmérték, hogy valóban tökéletesen ellátja-e a feladatát a jármű. Az egyik tesztút során 1965 júliusában komoly problémára derült fény. A technikusok az indítóállásra vezető úton bronz és acél darabkákat találtak, amelyek a szállítójármű lánctalpvezetőiből származtak. A vizsgálat szerint kanyarodáskor a futómű nem bírta a terhelést. A részegységet áttervezték: egy mérnökcsapat a Marion Power Shovel telephelyén végezte a tervezést és a gyártást, míg egy másik Cape Canaveralen végezte a beépítést. A tesztek csúcspontja 1966. május 25-én jött el, amikor egy külön erre a célra szánt rakétának az indítóállásba szállításával igazolták a teljes rendszer működőképességét. Az SA–500F jelű Saturn V nem volt repülőképes hordozóeszköz, csak egy méret és tömeghű makett, amelyet az „éles” példányokkal megegyező módon építettek össze, majd szállítottak ki az LC-39 indítóállásba, igazolva a földi kiszolgálórendszer működőképességét a részegységek Cape Canaveralre érkezésétől a startig tartó részfolyamatokban . A próba a szállítóeszköz szempontjából tökéletesen sikerült. Az SA–500F-et követően a legelső éles alkalmazás az Apollo–4 szállítása volt. Összesen két – emberek szállítására alkalmatlan űrhajót hordozó – Saturn V tesztváltozat, tíz valódi holdrakétát szállított. A holdprogram leállítását követően a Skylab-program átalakított Saturn V-jét és taxiűrhajóit szállító Saturn IB-it – előbbiből egyet, utóbbiból hármat –, majd az Apollo–Szojuz-program Saturn IB rakétáját szállíthatta a szerelőcsarnokból az indítóállásba.

### Space Shuttle-éra

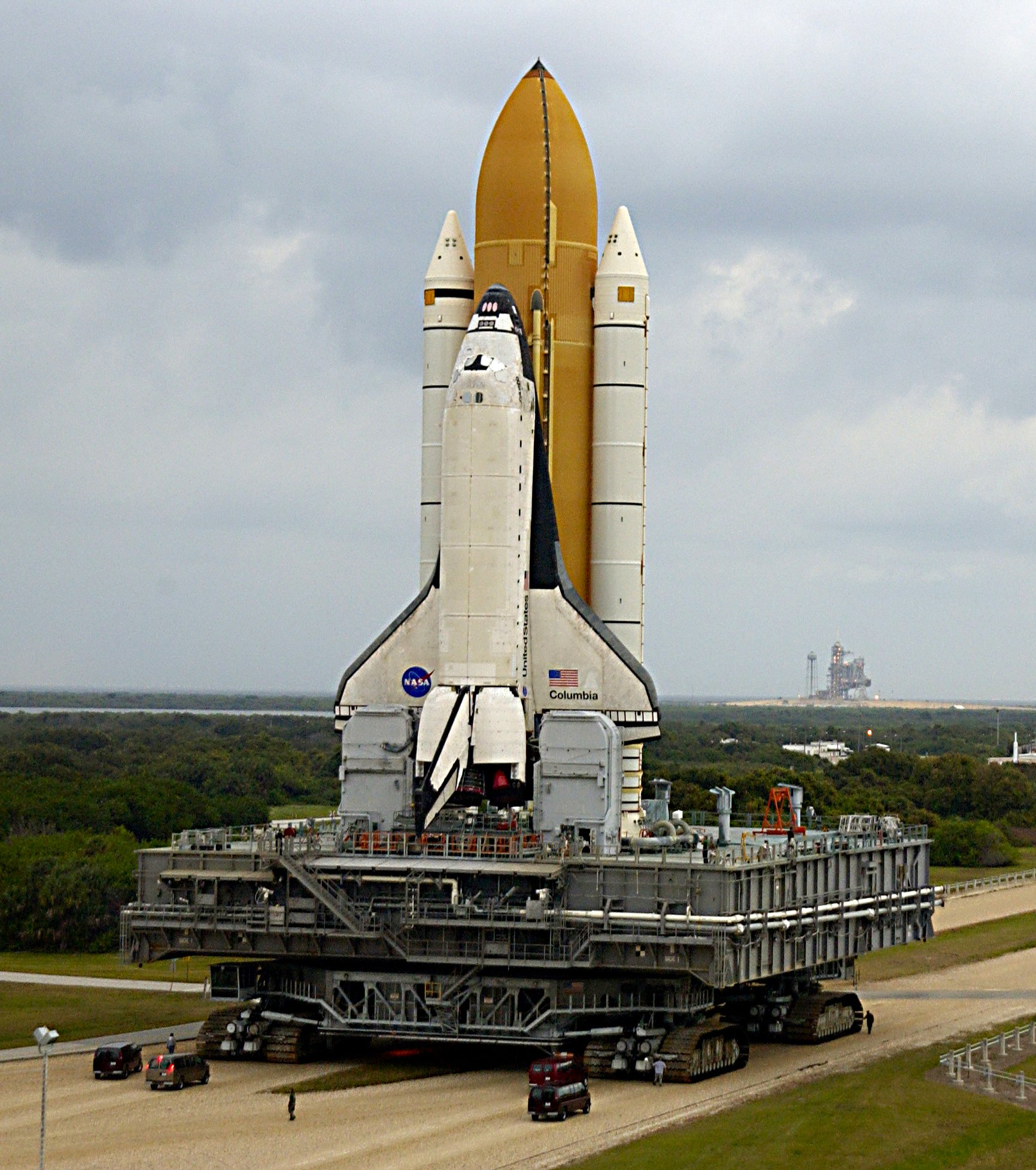
A Columbia űrrepülőgép utolsó szállítása 2002. december 9-én (később az űrhajó a küldetésről hazaúton a légköri visszatérés során megsemmisült)

Az 1970-es évek elején – a holdprogram leállítását követően – a NASA űrhajó típusváltást határozott el, az űrrepülés költségeinek csökkentése, mint elsődleges cél okán. A koncepció szakított az egyszer használatos Apollo űrhajókkal és a Space Shuttle kifejlesztését tűzték ki célul. Az új űrhajó és hordozóeszköz méretei kisebbek voltak az Apollo-hardvernél, ezért a célul kitűzött költségtakarékosságot jól szolgálta, hogy az űrrepülőgéphez kapcsolódó földi kiszolgáló rendszert nem cserélték le, hanem csak átalakították a feladathoz. A hernyótalpas szállítójármű lényegében változtatás nélkül megfelelt a feladatra, ezért lényegi változtatás nélkül vették át a Space Shuttle–programba. Később a rendszeres karbantartás mellett egyetlen komolyabb átalakításra került sor, a vízszintező rendszert cserélték ki lézeresre. Az űrrepülőgép hosszabb pályafutása és sűrűbb startfrekvenciája miatt nagyságrenddel több ilyen jellegű szállításra került sor (a program még tervbe vett utolsó repüléseivel együtt összesen 135-re), mint a Saturn V szállításaira.

## Jövőbeli alkalmazása
A NASA tervei szerint a VAB/LC–39/Mobil indítóállvány/Hernyótalpas szállítójármű infrastruktúrát használták volna a Constellation programban az újonnan fejlesztett Ares I és Ares V rakéták építésére, szállítására és felbocsátására. Azonban a programot Obama elnök – elsősorban a gazdasági válság hatására – alapjaiban változtatta meg, így bizonytalan a hardver jövője. Azonban az nyilvánvalónak látszik, hogy a jármű alkalmas lesz bármilyen űrhajórendszer földi szállítására, ezért bizonyára használni is fogják a jövőbeli emberes űrprogramokban.

## Műszaki adatok

### Funkciója
A hernyótalpas szállítójármű feladata először a Mobil indítóállvány és a rászerelt Saturn rakéták elszállítása volt, később pedig az STS–rendszer eljuttatását végezte az összeszerelő csarnokból az indítóállásig. A szállítási folyamat mind a két űrhajógenerációnál a VAB-csarnokban kezdődött. A VAB-csarnokban egy több hétig tartó folyamatban a Saturn rakétát majd az STS-t egy hatalmas – középen a rakéta lángcsóvájának helyet adó lyukkal bíró – négyzetes platformra szerelték (a Saturnnak további integráns része volt a támkarokat, ellátóvezetékeket és liftet magába foglaló torony, az STS-nek nem). A szerelés készre jelentését követően következett a szállítójármű igénybevétele: a hatalmas traktor begördült a csarnokba és precízen a platform alá parkolt. A pontos beállást követően a lánctalp-zsámolyok hidraulikus emelői segítségével megemelték a szállítójármű alvázának hasmagasságát, azaz mintegy a hátára vette a traktor a platformot és a rá szerelt rakétát. Ezt követően következett a szállítási szakasz, amikor a VAB és az LC-39 közötti kb. 6 kilométeres távolságot kellett megtenni. Legvégül a traktor felkapaszkodott az indítóállás betonteknőjének lejtőjén – gondosan ügyelve a szintezésre, a rakomány pontosan függőlegesen tartására –. Mikor a később indítóasztalként szolgáló platform a helyére került az indítóállásban, a traktor leeresztette a hidraulikáját, kigördült az indítóasztal alól és arrébb parkolt, hogy egy esetleges (általában hurrikánveszély miatt elrendelt) visszaszállítás esetén rendelkezésre álljon.

### Technikai paraméterek

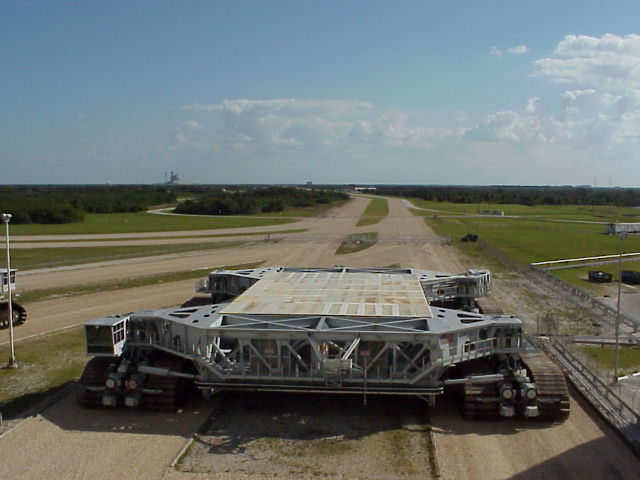
Az egyik jármű elölnézete

A traktor az Apollo űrhajórendszer (a Saturn V rakéta, az Apollo űrhajó és a holdkomp) méreteihez, tömegéhez igazított követelményrendszer alapján készült el. A jármű egy 40 méter hosszú, 35 méter széles téglalapot formáz, önsúlya 2721 tonna. Mind a négy sarkában egy-egy lánctalp-zsámoly található, zsámolyonként két-két lánctalppal. A zsámolyok egyenként 3 méter magasak és 12 méter hosszúak, mindegyik lánctalpsor 57 láncszemből áll, amelyek mindegyike 900 kg-ot nyom. A jármű magassága hidraulika segítségével 6,1 méter és 7,9 méter között változtatható (ez egyrészt a szállítandó rakomány megemeléséhez, másrészt annak szintentartásához szükséges). A magasságállítás segítségével a rakományt 10 szögperc tűréshatárral lehet függőlegesen tartani (ez a Space Shuttle szállítása esetében azt jelenti, hogy az űrsikló csúcsa maximum 25-30 centiméteren belül imbolyoghat), még akkor is, amikor az indítóállás 5%-os lejtőjén kaptat felfelé a jármű. A vízszintezéshez ma már egy lézeres szintező rendszert használnak szállításkor. A traktor mindkét végén – a menetirány szerinti jobb oldalon – található egy-egy vezetőfülke, amelyből a manővereket irányítja a kezelő.
A gépszörny mozgatására több csúcsteljesítményű hajtóegység szolgál. Az előre haladáshoz két 2750 lóerős dízelmotort építettek be, amelyek két 1000 kW-os generátort hajt, amelyek 16 lánctalp-motorhoz (talpanként 2-2-höz) osztják el az erőt. További két 1065 lóerős dízelmotor hajt két 750 kW-os generátort, amelyek a kormányzáshoz, az emeléshez, a világításhoz és a hűtéshez termelnek energiát. Végül még további két 150 kW-os generátort használnak – szintén az 1065 lóerős erőforrásokra kötve – a rakomány, a Mobil indítóállvány energiaszükségletének kielégítésére. A dízel erőforrások mérföldenként 568 liter (kilométerenként kb. 350 liter) gázolajat fogyasztanak.
A különleges rakomány mozgatása rendkívül óvatosan történik. A hernyótalpas szállítójármű 1,6 km/h  maximális sebességre képes rakottan, így a VAB és a hozzá közelebbi 39A indítóállás közötti 6,2 kilométert tipikusan 5-6 óra alatt teszi meg. Üresen az elérhető legnagyobb sebesség 3,2 km/h.

## „Rakétaösvény”

A VAB-csarnokot és az LC-39 startkomplexum két indítóállását összekötő utak (háttérben a két indítóállás – közelebb a 39A, távolabb a 39B –, előtérben a kereszteződés)

Egy különleges járműhöz különleges út is jár, így az összeszerelő csarnok és az indítóállások közötti út is legalább olyan egyedi, mint maga a jármű, ami közlekedik rajta. Az úttal kapcsolatos követelményrendszer kidolgozása a szállítási mód – és a jármű – kiválasztását követően azonnal megkezdődött. A követelmények középpontjában a szállítóeszköz és a szállítmány 7700 tonnás össztömege állt, az átlagos utak építői sohasem találkoznak ilyen terheléssel. Az extrém tömeget a lehető legsimábban kellett mozgatni, ehhez készült az útszerkezet: 80 cm hidraulikus töltés, 90 cm finom mészkő, 30 cm válogatott töltés, vékony aszfalt záróréteg és az aszfalt tetején (!) 10–20 cm folyami kavics. A követelmények másik fókuszpontja a talaj bizonytalanságának kiküszöbölése volt. Cape Canaveral és benne az indítóállásoknak otthont adó Merrit Island a Floridában tipikus mocsaras területnek számít, az üledékes talajnak nem igazán jó a tartása. Ezt a nyomvonal alatti 7,6 méteres mélységig ható vibrációs tömörítéssel hidalták át. Végül a harmadik fontos tervezési szempont az útfelület minősége volt. A leendő útfelületet nem marhatták fel a lánctalpak, de nem is csúszhatott, az acél talpaknak szilárdan meg kellett tudni kapaszkodni rajta. Erre a szokványos aszfaltburkolat nem felelt volna meg, a tervezők durva folyamikavics-borítást találtak ki megoldásként.
A VAB és az LC-39 startkomplexum között húzódó út két párhuzamos sávból áll, köztük elválasztó sávval. A közelebbi, 39A jelű indítóállásig 5535 méter, a távolabbi, 39B jelűig 6828 méter hosszan vezet az út (az összeszerelő csarnoktól egy nyomvonal indul ki, majd 3400 méter után ágazik ketté a két indítóállás felé). Az út szélessége eléri a 40 métert, 12 méter széles sávokkal, köztük 15 méteres elválasztó sávval. Az útszerkezet vastagsága 2 méter (összehasonlításul: egy átlagos útszerkezet 45 cm vastag.) A tervezést az amerikai tengerészgyalogság mérnökei végezték, az építés 1963 novemberében kezdődött és 1965 augusztusában készült el a 39A-ig vezető rövidebb pályaszakasz.

### Magyar irodalom
- Dancsó Béla: Holdséta - A Holdra szállás története, Novella Kiadó Kft, Budapest, 2004. ISBN 978-963-9442-24-5

### Magyar oldalak
- Németh Péter: A „traktor” – Űrvilág, 2009
- GAJDÁN MIKLÓS: 18,7 millióból tesz meg 100 km-t, de egy gyerek is elvezeti – A VILÁG LEGERŐSEBB JÁRGÁNYA – Totalcar, 2022

### Külföldi oldalak
- Charles D. Benson and William Barnaby Faherty: Moonport: A History of Apollo Launch Facilities and Operations – online könyv (angol nyelvű oldal)
- John H. Lienhard: No. 1361:THE CRAWLER TRANSPORTER (angol nyelvű oldal)
- Ross B Tierney: Apollo/Saturn Mobile Launcher (angol nyelvű oldal) Archiválva 2011. október 6-i dátummal a Wayback Machine-ben